# Glückauf-Schacht

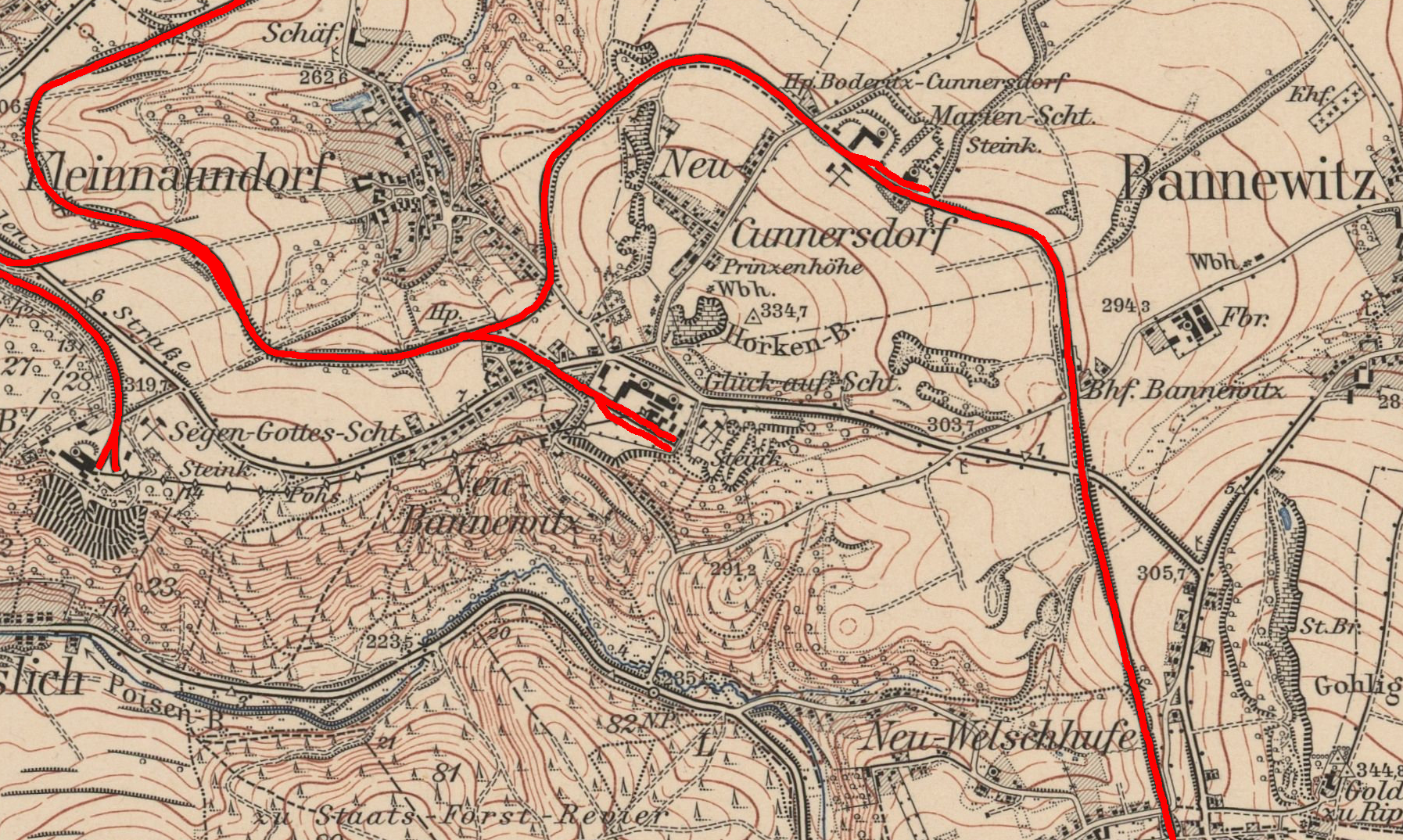
Karte der Schachtanlagen mit der Seilbahn (Meßtischblatt, 1912)

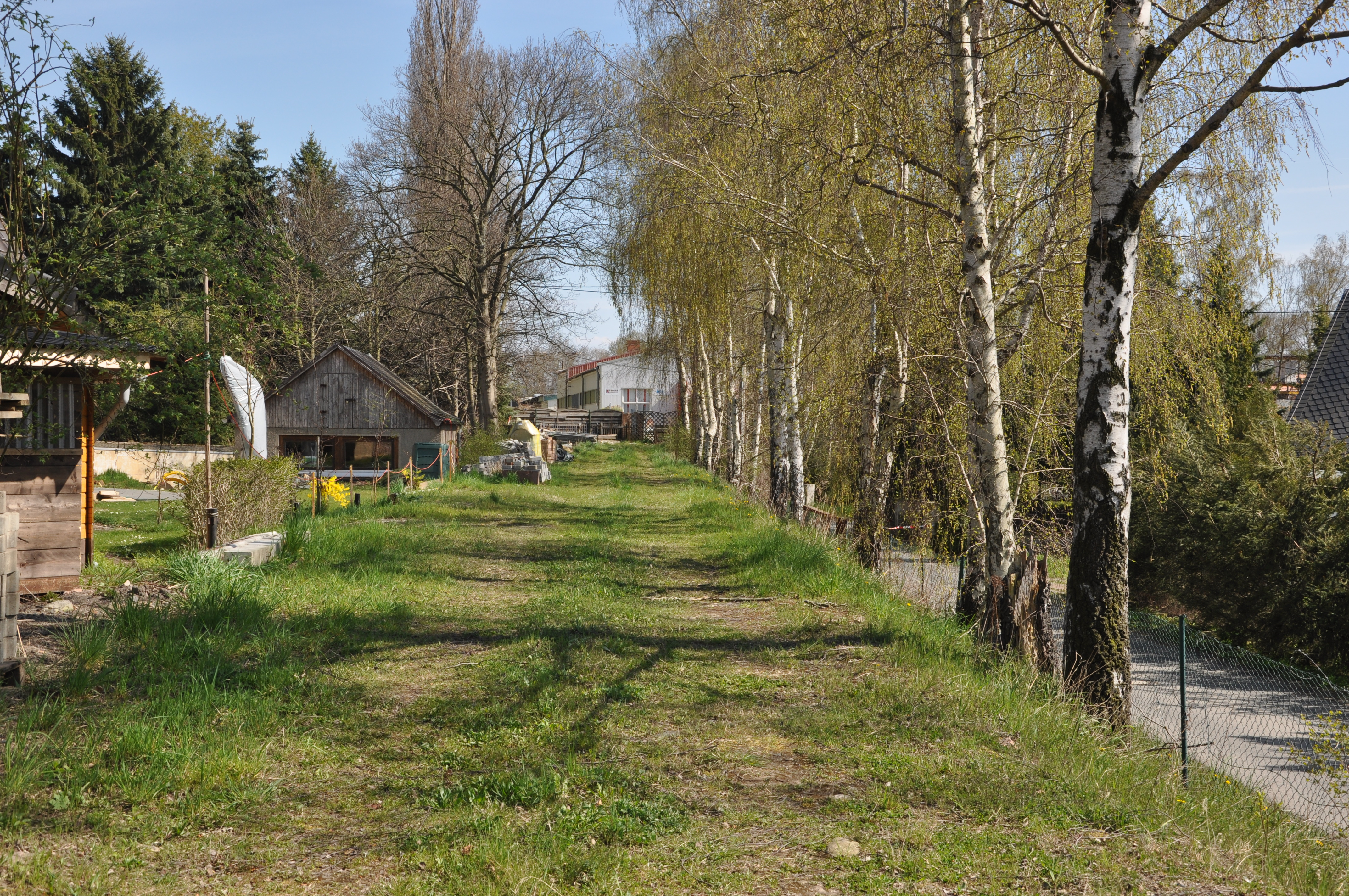
Bahnkörper der Anschlussbahn mit Blick zum Schachtareal (2015)

Der Glückauf-Schacht (auch: Glück-Auf-Schacht) war ein Steinkohlengrube der Freiherrlich von Burgker Steinkohlen- und Eisenhüttenwerke. Der Schacht lag im zentralen Teil der Steinkohlenlagerstätte des Döhlener Beckens am Horkenberg in Neubannewitz.

## Geschichte
Die Freiherrlich von Burgker Steinkohlen- und Eisenhüttenwerke begannen am 27. April 1867 mit dem Teufen des Schachtes. Der bei 319,50 m NN angesetzte Schacht erreichte im Mai 1871 eine Teufe von 408 Metern. Das in 400,60 Meter Teufe angetroffene 1. Flöz hatte eine Mächtigkeit von 5,40 Meter. Das Flöz erreichte im Grubenfeld Mächtigkeiten bis 7 Meter. Der Schacht besaß ein gemauertes, massives Treibehaus in der Bauart eines Malakoffturmes, allerdings mit völlig schmuckloser Fassade. Im April 1872 wurde für die Belegschaft die Seilfahrt eingeführt. Zu diesem Zweck wurde der Schacht mit einer Trommelfördermaschine ausgerüstet. Die Förderseile lieferte die Firma Felten & Guilleaume. Am 8. November 1872 wurde vom Glückauf-Schacht aus der seit der Schlagwetterkatastrophe abgedämmte Bereich des Grubenfeldes des Segen-Gottes-Schachtes angefahren. 1873 wurde ein Radialventilator der Bauart Guibal mit neun Metern Durchmesser von dem Hersteller Brod & Stiehler eingebaut. 1875 wurde eine mechanische Kohlenwäsche durch die Maschinenbau A.G. Humboldt errichtet. Für den Betrieb der Wäsche sorgte eine Dampfmaschine mit einer Leistung von 26 PS.
1875 wurde die von den Burgker Werken finanzierte 600 Meter lange Anschlussbahn an die Hänichener Kohlenzweigbahn, die den Abtransport der Kohlen erheblich erleichterte, in Betrieb genommen. Im gleichen Jahr hatte man mit einem vom 1. Füllort bei −59,5 m NN Richtung Norden aufgefahrenen Querschlag ca. 200 Meter vom Schacht entfernt eine Verwerfung mit einelr Sprunghöhe von 40 Metern angefahren. 1876 wurde die Förderanlage auf eine Bobine umgerüstet. Zur Kokserzeugung wurden zwölf Bienenkorböfen  aufgestellt. Weiterhin wurde zur Beleuchtung der Gebäude und Plätze eine Gaserzeugungsanlage errichtet. Im August 1880 wurde die Streckenförderung mit Pferden aufgenommen. Der Richtung Norden in der Zeit von 1880 bis 1883 aufgefahrene Querschlag erreichte nach weiteren 270 Metern den ersten Sprung einer Verwerfung, die nach den dort angetroffenen roten Schichten „Roter Ochse“ genannt wurde. Die Flöze sind hier um 58 Meter abgesunken. Mit dem als Untersuchungsstrecke aufgefahrenen Durchschnitt G folgte man der bis zu 60° einfallenden Verwerfung. Nach weiteren 297 Meter Auffahrung wurde ein weiterer Sprung erreicht, an dem die Flöze um 48 Meter abgesunken sind. Im Verlauf der weiteren Auffahrung wurden weitere kleiner Sprünge mit einer Gesamthöhe von 37 Metern durchfahren. Damit hatte man das Muldentiefste erreicht und der Vortrieb wurde eingestellt. Das dortige Abbaufeld nordöstlich des Roten Ochsen wurde 1893 durch den Marienschacht aufgefahren und bis 1930 abgebaut. Die Absenkung des Flözes durch die Verwerfungen in Verbindung mit einem steilen Einfallen des Flözes beträgt 201 Meter. Mit dem vom 2. Füllort bei −83,6 m NN nach Süden aufgefahrene Querschlag überfuhr man in einer Entfernung von 58 Metern den nördlichen Spaltenzug der Beckerschachtverwerfung mit einer Sprunghöhe von 24 Metern. Hier sind auch die unterlagernden Flöze durchfahren worden. Der saigere Abstand zu 1. Flöz beträgt beim 2. Flöz 5 Meter, beim 3. Flöz 10 Meter und beim 4. Flöz 12,50 Meter. Während das 2. Flöz eine Mächtigkeit von 1,00 Meter und das 3. Flöz eine Mächtigkeit von 0,90 Meter aufweist, besteht das 4. Flöz nur aus einer 0,30 Meter mächtigen Brandschieferlage. 1883 wurde der Vortrieb des Querschlages mit dem Erreichen des südlichen Beckenrandes eingestellt.
Im Jahr 1881 wurde zwischen dem 1. Füllort (Hauptfüllort) und dem Fördermaschinenraum eine Telefonverbindung von der Lieferfirma Siemens & Halske hergestellt. 1884 wurde das 1. Füllort mit dem 2. Füllort durch einen Bremsberg verbunden und danach die Förderung im 2. Füllort eingestellt. 1893 wurde, um dem Mangel an Betriebswasser abzuhelfen vom Marienschacht eine Wasserleitung zum Glückauf-Schacht gebaut.
Mit dem Abwurf des zuletzt als Wetterschacht dienenden Neuhoffnungsschachtes im Jahr 1901 wurde der Glückauf-Schacht zum Hauptwetterschacht für ausziehende Wetter. Aufgrund des schlechten Absatzes des erzeugten Kokses wurde die Kokerei abgebrochen. An ihrer Stelle errichtete 1902 die Zeitzer Eisengießerei und Maschinenbau-Aktien-Gesellschaft eine Brikettfabrik. Zur Verbesserung der Bewetterung wurde 1906 ein Durchschlag in das Feld des Marienschachtes geschaffen. Im gleichen Jahr wurde im Betriebsgelände ein Elektrizitätswerk von der Firma Brown, Boveri & Cie. errichtet. Von hier aus wurde auch der Segen-Gottes-Schacht, der Füllort des Glückauf-Schachtes und über ein untertägiges Kabel der Füllort des Marienschachtes mit Strom versorgt. Die Gaserzeugung wurde eingestellt. Nach der Inbetriebnahme einer zentralen Kohlewäsche wurde zwischen dem Glückauf-Schacht und dem Segen-Gottes-Schacht von der Firma Adolf Bleichert & Co. eine 1260 Meter lange Seilbahn gebaut, mit der man die Klarkohlen zur Aufbereitung zum Glückauf-Schacht beförderte. Zwischen den beiden Endstationen der Seilbahn wurde eine Telefonverbindung eingerichtet. 1907 wurde das Elektrizitätswerk des Schachtes mit dem Elektrizitätswerk Coschütz verbunden. Im Jahr 1909 wurde auch das Betriebsgelände des Marienschachtes an die Stromversorgung angeschlossen.
Zur Verbesserung des Transportes auf dem sehr umfangreich gewordenen Streckennetz setzte man ab 1912 eine Druckluftlokomotive der Firma Rudolf Meyer, Maschinenfabrik aus Mülheim an der Ruhr ein. Sie war in der Lage ohne Nachfüllung 20 leere Hunte über eine Strecke von 800 Meter ins Abbaufeld und 20 volle Hunte zurück zu befördern.
1919 wurde die Brikettfabrik stillgelegt, da die bisher verwendeten Feinsteinkohlen anderweitig eingesetzt wurden. Zum Versatz der ausgekohlten Strebe nahm man 1920 eine Spülversatzanlage in Betrieb. Ende der 1920er Jahre verschlechterten sich die Bedingungen für den Kohleabbau immer mehr.
1926 wurde aufgrund ausreichenden Rohmaterials die Brikettfabrik mit zwei Brikettpressen wieder in Betrieb genommen. Sie konnten pro Stunde 45 Tonnen 1-kg-Briketts oder 30 Tonnen 3/4-kg-Briketts erzeugen. Im April 1927 begann der Bau einer 780 Meter langen, oberschlächtigen Hunteseilbahn vom Marienschacht zum Glückauf-Schacht. Eine Besonderheit dieser Bahn war, dass sie mit einem 340 Meter langen Tunnel unter dem Horkenberg hindurch führte. Die Bahn ging im Januar 1928 in Betrieb. Mit ihr wurden alle auf dem Marienschacht geförderten Kohlen befördert. 1929/30 wurden die der Beanspruchung nicht standhaltenden Seile der Seilbahn gegen Ketten ausgetauscht. Die auf dem Marienschacht vorhandene Flotation wurde zum Glückauf-Schacht umgesetzt. 1928 erreichte der südliche Abbau den Schachtsicherheitspfeiler. Die bis dahin im Marienschacht eingesetzte zweite Druckluftlokomotive wurde 1929 zum Glückauf-Schacht umgesetzt.
Aufgrund der sich rapide verschlechternden wirtschaftlichen Bedingungen und dem fehlenden Absatz der geförderten Kohlen, wurde am 31. März 1930 der Betrieb eingestellt. Nach einem Brand im Durchschnitt 44, der Wetterstrecke zum Marienschacht, der nicht gelöscht werden konnte, verdämmte man das Grubengebäude und warf den Schacht ab. Der letzte Hunt Kohle wurde am 14. April 1930 gefördert. Bis zu diesem Zeitpunkt wurden 3.579.514 Tonnen Kohle abgebaut. Der Schacht wurde mit Haldenbergen bis zur Rasenhängebank verfüllt. Die Flotation wurde in die Döhlener Wäsche umgesetzt. Das Elektrizitätswerk wurde abgeschaltet.
Die Brikettfabrik auf dem Schachtgelände arbeitete noch bis 1945. Die Kohlen wurden vom Königin-Carola-Schacht der Aktiengesellschaft Sächsische Werke bezogen. Ein großer Teil der Tagesanlagen erfuhr nach der Einstellung des Grubenbetriebes eine Nachnutzung, sodass ein Großteil der Gebäude in umgebauter Form bis heute erhalten blieb. Am 27. Juli 1942 übertrug die Verwaltung der Burgker Werke das Gelände an die Dresdner Kontag-Mineralölprodukten GmbH. Sie stellte auf dem Schachtgelände Tankholz für Holzgasgeneratoren und Räucherholz für Fleischereien und Fischräuchereien her. Der Betrieb bestand als VEB Sächsische Tankholzwerke Dresden noch bis in die 1960er Jahre fort. Ein Verwaltungsgebäude diente während der DDR-Zeit (bis 1990) als Kulturhaus der Gemeinde Bannewitz, darüber hinaus war im Gelände die örtliche Maschinen-Ausleih-Station (MAS, später Kreisbetrieb für Landtechnik) angesiedelt.
Die Anschlussbahn zum Bahnhof Kleinnaundorf der Windbergbahn existierte noch bis 19. August 1967, als die Deutsche Reichsbahn den Anschlussbahnvertrag aufkündigte. Letzte Nutzer der Ladegleise im Schachtgelände waren neben dem Tankholzwerk noch der VEB Bau-Union Dresden, das Holzverarbeitungswerk II Freital (Sitz Bannewitz), einige Kohlenhändler und die örtliche Bäuerliche Handelsgenossenschaft (BHG). Im September 1967 baute man die Anschlussgleisanlage ab.
Ab 1959 wurde im Niveau des 1. Füllortes des Glückauf-Schachtes vom Marienschacht aus durch den VEB Steinkohlenwerk Freital der Querschlag 17 aufgefahren, um die Restkohlepfeiler im Feld abzubauen. Am 20. Oktober 1960 wurde die erste Kohle gefördert. Von der 3. Sohle des Marienschachtes bei −242,5 m NN wurde der Gesteinsberg 14 zur 2. Sohle des Glückauf-Schachtes bei −83,6 m NN aufgefahren und 1964 durchgeschlagen. Ab 1964 kam auf dem Querschlag 17eine Akkulokomotiven vom Typ El 9 zum Einsatz. 1965 wurde versucht, die bei der Schließung 1930 im Grubenfeld verbliebenen Druckluftlokomotiven zu bergen. Ein ausgebrochener Grubenbrand zwang am 31. Dezember 1965 zur hermetischen Abdämmung des Grubenfeldes und machte damit den Bergungsversuch zunichte.
Das Schachtgelände und die Gebäude werden heute von einer Vielzahl von Firmen gewerblich genutzt.